# 권동수
권동수(權東秀, 1957년 8월 26일 ~ , 서울 출생)는 대한민국의 로봇공학자이다. 한국과학기술원(KAIST) 기계공학과 명예교수이다. 그의 연구는 의료용 로봇, 인간-로봇 상호작용, 햅틱스 분야를 다루고 있고, 기술이전을 통해 여러 로봇 회사의 발전에 기여하였다. 최근에 수술로봇회사(주식회사 로엔서지컬)를 설립하여 대표이사직을 겸임하고 있다.

## 학력
- 美 Georgia Institute of Technology 로보틱스전공 박사.
- KAIST 기계공학과 석사.
- 서울대학교 학사.
- 경기고등학교.

## 약력
- 現 KAIST 기계공학과 명예교수.
- 現 (주)로엔서지컬 대표이사.
- 現 IEEE Robotics Automation Society (RAS) AdCOM member 아시아태평양 대표.
- 現 대한의료로봇학회 명예이사장.
- 前 한국공학한림원 회원.
- 前 KAIST 미래의료로봇 연구단 단장.
- 前 KAIST 인간-로봇 상호작용 핵심연구센터 소장.
- 前 대한무흉터내시경수술연구회(K-NOTES) 부회장.
- 前 한국로봇학회 부회장, 수석부회장, 회장.
- 前 KAIST 과학영재교육연구원 6대 연구원장.
- 前 한국로봇융합연구원 이사장.
- 前 한국 햅틱스 연구회 초대회장.
- 前 로봇융합포럼 의장.
- 前 KAIST 입학본부장.
- 前 美 Oak Ridge National Lab 연구원.
- 前 광림 연구소 과장, 부장.

## 업적
서비스로봇(Kamero, Furo, RS2, Roti, Engkey, Silbot), 감정인식기술, 원격 제어 조종장치, 촉감생성장치, 점자디스플레이기술, 수술로봇(ARTHROBOT, KaLAR, K-NOTES, APOLLON, PETH, EasyEndo, K-Flex, EndoTrainer, uSurgBot, Zamenix) 등을 개발하였다.

## 상훈
(2022) IEEE/RSJ IROS 혁신기술 하라시마상 수상, (2019) 올해의 10대 기계 기술 수상, (2018) 대한민국 로봇대상 대통령표창, (2018) 한국로봇학회 기술상, (2018) "2018 Surgical Robot Challenge" Best Application Award and Overall Winner, (2015) KAIST 연구대상, (2014) 대전광역시장 표창장, (2014) KIST 기관고유사업 우수연구자상, (2012) KAIST 연구상, (2011) 대전광역시장 표창장, (2011) 대전광역시장 공로상, (2009) KAIST 인간로봇상호작용 우수강의상, (2007) 한국과학재단 우수연구 50선 선정, (2001) 한국과학기술원 상애강의우수상 등을 수상하였다.

## 같이 보기
- 로봇수술
- 지능형 로봇
- 로봇산업
- 햅틱스
- HRI